# Erik Sviatchenko
Erik Sviatchenko (en ucraniano Ерік Сергійович Святченко; Viborg, Dinamarca, 4 de octubre de 1991) es un futbolista danés. Juega de defensa y su equipo es el Houston Dynamo F. C. de la Major League Soccer.

## Carrera

### FC Midtjylland
Sviatchenko se unió a la academia del FC Midtjylland en 2006 a la edad de 14 años.  Antes de eso, había jugado en clubes alrededor de su ciudad natal de Viborg: Viborg FF, Houlkær IF, Søndermarken IK y FK Viborg.  En 2009, fue nombrado Jugador del Año de la Academia Midtjylland. 
El 8 de mayo de 2009, Sviatchenko debutó en el primer equipo y en la Superliga, entrando como suplente en la victoria por 3-2 sobre el AC Horsens.  Esa fue su única aparición en el primer equipo durante la temporada 2008-09. Marcó su primer gol con el Midtjylland el 14 de abril de 2010 para darle al FCM una victoria por 1-0 contra el AGF.  Terminó la campaña 2009-10 con 5 apariciones y 1 gol para el primer equipo. 
En la temporada 2010-11, Sviatchenko se estableció como titular del primer equipo. Apareció en 13 de los primeros 22 partidos de la Superliga del FCM más 2 partidos de la Copa de Dinamarca. 
El 3 de abril de 2011, Sviatchenko se rompió el ligamento cruzado de la rodilla derecha después de chocar con su compañero Rilwan Hassan durante un entrenamiento. La lesión acabó con su temporada y lo mantuvo fuera durante 11 meses.  El FCM terminaría la temporada cuarto en la Superliga.

## Clubes
| Club                       | País           | Año       |
| -------------------------- | -------------- | --------- |
| F. C. Midtjylland          | Dinamarca      | 2010-2016 |
| Celtic F. C.               | Escocia        | 2016-2018 |
| F. C. Midtjylland (cedido) | Dinamarca      | 2018      |
| F. C. Midtjylland          | Dinamarca      | 2018-2023 |
| Houston Dynamo F. C.       | Estados Unidos | 2023-     |

## Palmarés

### Campeonatos nacionales
| Título                     | Club                 | País           | Año     |
| -------------------------- | -------------------- | -------------- | ------- |
| Superliga de Dinamarca     | F. C. Midtjylland    | Dinamarca      | 2014-15 |
| Scottish Premiership       | Celtic F. C.         | Escocia        | 2015-16 |
| Copa de la Liga de Escocia | Celtic F. C.         | Escocia        | 2016-17 |
| Scottish Premiership       | Celtic F. C.         | Escocia        | 2016-17 |
| Copa de Escocia            | Celtic F. C.         | Escocia        | 2016-17 |
| Copa de la Liga de Escocia | Celtic F. C.         | Escocia        | 2017-18 |
| Superliga de Dinamarca     | F. C. Midtjylland    | Dinamarca      | 2017-18 |
| Copa de Dinamarca          | F. C. Midtjylland    | Dinamarca      | 2018-19 |
| Superliga de Dinamarca     | F. C. Midtjylland    | Dinamarca      | 2019-20 |
| Copa de Dinamarca          | F. C. Midtjylland    | Dinamarca      | 2021-22 |
| US Open Cup                | Houston Dynamo F. C. | Estados Unidos | 2023    |